# Muzak (Marke)

Logo der Muzak Holding LLC. Ihre Musik stand für leichte Unterhaltung.

Muzak™ war seit 1954 ein Markenname der Muzak Holdings LLC, eines 1934 gegründeten US-amerikanischen Unternehmens, das hauptsächlich für seine Gebrauchsmusik (z. B. Musikbeschallung von Ladengeschäften) bekannt war. Die Firma Mood Media übernahm Muzak im Jahr 2011 und verwendet den Markennamen Muzak seit 2013 nicht mehr.

## Geschichte
Der US-amerikanische General George Owen Squier war im Ersten Weltkrieg Chef des amerikanischen Nachrichtenkorps. Er interessierte sich stark für die Einsatzmöglichkeiten der damals neu aufkommenden Kommunikationsmittel Telefon und Radio und erhielt einige Patente auf Erfindungen im Bereich der kabelgebundenen Signalübertragung. 1922 erwarb die North American Company einige seiner Patente und gründete die Firma Wired Radio, die Musik per Kabel in private Haushalte übermittelte – als vorteilhafte Alternative zu den damals noch problembehafteten Radiogeräten. Die Qualität der Radiotechnik verbesserte sich jedoch rasch und bedrohte das Geschäftsmodell.
1934 benannte Squier die Firma Wired Radio in Muzak Inc. um und konzentrierte deren Angebot nun auf Geschäftskunden. Der Name Muzak ist eine von Squier erfundene Kombination aus music und Kodak – Squier bewunderte das damals aufstrebende Unternehmen Kodak. 1935 wurde der erfolgreiche Orchesterleiter Ben Selvin als Musikproduzent angeheuert.
Die Neugründung als Muzak Inc. fand in einer Zeit großer technischer Neuerungen statt. Zu der damaligen Technikeuphorie gehörte auch die mit dem Schlagwort social engineering verbundene Vorstellung, es sei möglich, das Verhalten von Menschen in der Gesellschaft oder in Organisationen zu optimieren, beispielsweise das Verhalten von Belegschaften und Kunden. In den 1950er und 1960er Jahren versuchte Muzak die positive Wirkung von Hintergrundmusik wissenschaftlich zu untermauern. Unabhängig davon war das Firmenkonzept über Jahrzehnte erfolgreich.
Die ersten Auslandsfilialen eröffnete Muzak in Kanada, Mexiko und Japan. In Europa gründete der Konzern zuerst eine Niederlassung in England und anschließend eine Filiale in Brüssel, um von dort aus den Kontinent zu erschließen. In Deutschland wurde das Konzept 1961 eingeführt.

Logo von Alcas Muzak

1995 entstand Muzak Europe B.V. als europäischer Zusammenschluss von Muzak mit der niederländischen Firma Alcas. Alcas (gegründet 1980) hatte sich auf die Produktion und Vermietung von Kassetten und CDs in den Beneluxländern, Deutschland und Spanien spezialisiert. Alcas Muzak wurde Marktführer für Kaufhausmusik in Europa (Stand 2008). Am 31. Oktober 2008 wurde Alcas Muzak von der Mood Media Group SA mit Hauptsitz in Luxemburg durch Fusion übernommen.
Nach Insolvenz im Jahr 2009 wurde die Firma Muzak Holdings 2011 durch Mood Media Corporation übernommen. Zu diesem Zeitpunkt beschallte Muzak Inc. rund 300.000 Räumlichkeiten in den USA, während Mood Media 117.000 Räumlichkeiten in Europa mit Musik versorgte. 2013 teilte der neue Eigentümer mit, den Markennamen Muzak einzustellen.

## Begriff für Hintergrundmusik
Da die Firma Muzak über Jahrzehnte marktbeherrschend war, wurde muzak im Englischen in den 1970er Jahren zu einer Bezeichnung für Hintergrundmusik in öffentlichen und kommerziellen Umgebungen, zum Beispiel in Kaufhäusern, Hotels und Fahrstühlen. Diese „Kaufhausmusik“ oder „Fahrstuhlmusik“ soll den Hörer heiter stimmen und eine entspannte Atmosphäre schaffen. Die Bezeichnung Muzak ist auch in den deutschen Fachjargon eingegangen.